# هری اس بارلو
 هری اس بارلو (انگلیسی: Harry S. Barlow؛ زاده ۵ آوریل ۱۸۶۰ درگذشته ۱۶ ژوئیهٔ ۱۹۱۷) یک تنیس‌باز اهل بریتانیا بود.